# Хуан Австрийски
Хуан Австрийски е испански военачалник, генералисимус, извънбрачен син на императора на Свещената Римска империя и крал на Испания Карл V.
Негова майка е Барбара Бломберг. Императорът го припознава като свой син в завещанието си. Дон Хуан е полубрат на следващия крал, Филип II. Най-известната му победа е тази в морската Битка при Лепанто през 1571 г., когато той е едва на 24 години.
Хуан се насочил към военни занимания и постигнал успехи в борбата с пиратите. През 1569 г. Хуан се сражава в Гранада срещу разбунтувалите се покръстени араби. През 1571 г. под негово командване, като адмирал на Свещената лига удържа решителна победа срещу Османската империя в Битката при Лепанто. По-късно води експедиция в Тунис и е генерал-губернатор на Италия. През 1576 г. е изпратен като генерал-губернатор в Испанска Нидерландия, за да потуши въстанието на Вилхелм Орански. Умира от коремен тиф в Боог.

## Живот

### Ранни години
Роден в свободния град Регенсбург, Хуан Австрийски е заченат през кратката връзка на Карл V, император на Свещената Римска империя и крал на Испания, и Барбара Бломберг, певица и дъщеря на бюргер.
Датата на раждането му е неясна. Някои източници сочат, че Хуан Австрийски е роден през около 1545 г., а според други годината е 1547 г.
Карл V пише кодицил, датиран на 6 юни 1554 г., в който той признава: „Когато бях в Германия, след като овдовях, се сдобих с дете от неомъжена жена, името му е Джеронимо“. През лятото на 1558 г., Карл V нарежда на Джеронимо да се пресели в селото Куакос де Юсте. Императорът се е настанил наблизо, в манастира Юсте. До смъртта си през септември 1558 г., Карл V вижда единадесетгодишния Джеронимо нееднократно. В последната си воля от 1558, императорът официално признава Джеронимо за свой син и нарежда той да се преименува на Хуан, по името на неговата баба, кралица Хуана I Кастилска. Карл V също нарежда Хуан да се отдаде на духовна кариера в църквата.
По време на смъртта на Карл V, неговият единствен легитимен син и наследник, Филип II, е извън Испания. По това време вече се разпространяват слухове относно бащинството на Карл V, които неговият иконом, Луис де Кихада отрича, след което пише на краля, молейки го за инструкции. Филип II отговаря с нота, препоръчвайки да се изчака с официалното обявление до своето завръщане в Испания. Принцеса Хуана, регент на Филип II в негово отсъствие, моли за среща с детето. Прави го във Валядолид през май 1559 г. Филип II го прави на 28 септември 1559 г. в Ла Санта Еспина.
Филип II, според препоръките на баща си Карл V изразени в кодицила от 1554 г., признава детето като член на кралското семейство. Името му е сменено на дон Хуан Австрийски. Той получава собствен дом, управляван от дон Луис де Кихада.

### Образование
Хуан Австрийски завършва унивеситета в Алкала де Енарес, където следва заедно с братовчедите си принц Карлос и Алесандро Фарнезе, син на Маргарита Пармска, извънбрачна дъщеря на Карл V.
Онорато Уго е техен учител. През 1562 г., „Дом на Хуан Австрийски“ е включен в бюджета на кралското семейство, с 15 000 дуката, колкото и на дома на принцеса Хуана.
През 1565 г., турците атакуват остров Малта. За да се осигури защитата на острова, в Барселона се съставя флотилия. Дон Хуан Австрийски моли краля за разрешение да се присъедини към армадата, но получава отказ. Въпреки това, Хуан избягва от двора и се отправя към Барселона, но не успява да се присъедини към флотата. Хуан Австрийски получава писмо от краля, което го разубеждава да замине за Италия, за да се включи в армадата.
Тъй като Хуан Австрийски няма влечение към църковното дело, както баща му предначертава, Филип II го назначава за морски генерал капитан. Назначава и група негови съветници, като адмирал Алваро де Базан и вицеадмирал Луис де Рекенсес и Зунига.
Дон Карлос, син на Филип II, може би заради ранга на своя чичо и приятелството им, доверява на Хуан Австрийски плановете си да избяга от Испания в Ниските Земи през Италия, за което има нужда от галери. В замяна на това му обещава кралство Неапол. Хуан Австрийски му казва, че ще обмисли предложението и незабавно заминава за кралския дворец Ескориал, за да разкаже на краля.
Кралят се връща в Мадрид на 17 януари 1568 г. и на следващия ден, неделя, цялото семейство присъства на месата. Дон Карлос извиква Хуан Австрийски в своите покои, за да го попита за решението му. От отговорите, Дон Карлос разбира, че няма да получи подкрепата на Хуан Австрийски. Затова вади сабята си и атакува чичо си, който успява да се защити до идването на прислугата.
Хуан Австрийски се връща на средиземноморието, за да поеме командването на флотата. След като се среща със съветниците си в Картахена на 2 юни 1568 г., се отправя към морето, за да се бори с корсарите. За три месеца обикаля целия испански бряг и дебаркира в Оран.
Кралица Елизабет Валоа и дон Карлос умират през 1568 г. Хуан Австрийски води флотата си в Картахена и отпътува за Мадрид.